# 92 км (зупинний пункт)
92 кіломе́тр — пасажирський залізничний зупинний пункт Дніпровської дирекції Придніпровської залізниці на неелектрифікованій лінії Берестин — Самар-Дніпровський між станціями Берестин (16 км) та Зачепилівка (8 км). Розташований в центрі села Леб'яже Берестинського району Харківської області.

## Пасажирське сполучення
На платформі 92 км щоденно зупиняються дві пари приміських поїздів сполученням Дніпро — Берестин.